# Donderberg (Maasniel)
De Donderberg was een heuvel op het grondgebied van de huidige gemeente Roermond in de Nederlandse provincie Limburg. De heuvel lag ten zuiden van Maasniel, ten noordoosten van buurtschap Gebroek en ten oosten van de stad Roermond. Tegenwoordig bevindt zich op die plek de wijk Donderberg die vernoemd is naar deze heuvel. Het hoogste punt van de Donderberg heeft ongeveer ter hoogte van de huidige Venusstraat gelegen.
Binnen de grenzen van de huidige gemeente Roermond lag er vroeger bij Herten nog een andere Donderberg.

## Geschiedenis
Heuvels met de naam Donderberg zouden vroeger gewijd zijn geweest aan de god Donar. Of deze heuvel als zodanig is gebruikt is onbekend.
Op een topografische kaart uit 1894 wordt de Donderberg aangeduid als Zware Donderberg ter onderscheid van de iets zuidelijker gelegen Lichte Donderberg.
Op de topografische militaire kaart van Bonneblad wordt de (Zware) Donderberg aangegeven met een hoogte van 26,1 meter. Op de noordoostzijde van de heuvel staat een windmolen ingetekend. De meest zuidelijke flank wordt de Lichte Donderberg genoemd.
In de 20e eeuw is op de plaats van de heuvelgroep en het omliggende gebied de woonwijk Donderberg gebouwd en is de heuvel verdwenen. tegenwoordig ligt er ter plaatse nog de Donderbergweg.